# 구 뢰번 대학교
구 뢰번 대학교 (또는 루뱅 대학교 )는 역사가들이 설립 당시에는 부르고뉴 네덜란드의 일부이고 현재는 벨기에의 일부인 브라반트 공국 뢰번에 1425년 설립된 스투디움 제네랄레(studium generale) 즉 대학교에 붙인 이름이다. 이 대학은 캄포포르미오 조약에 따라 오스트리아-네덜란드와 장래 벨기에가 되는 리에주 공국이 프랑스 공화국에 양도된 지 일주일 후인 1797년에 폐교되었다.

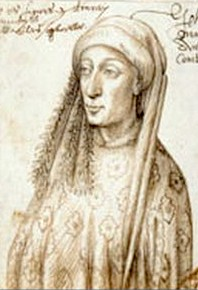
Jean de Bourgogne (John IV, Duke of Brabant), 1425년 뢰번 대학교 설립자: Primus Academiae Conditor fuit Ioannes Quartus, Lotharingiae, Brabantiae, et Limburgiae Dux, Marchio Sacri Imperii.

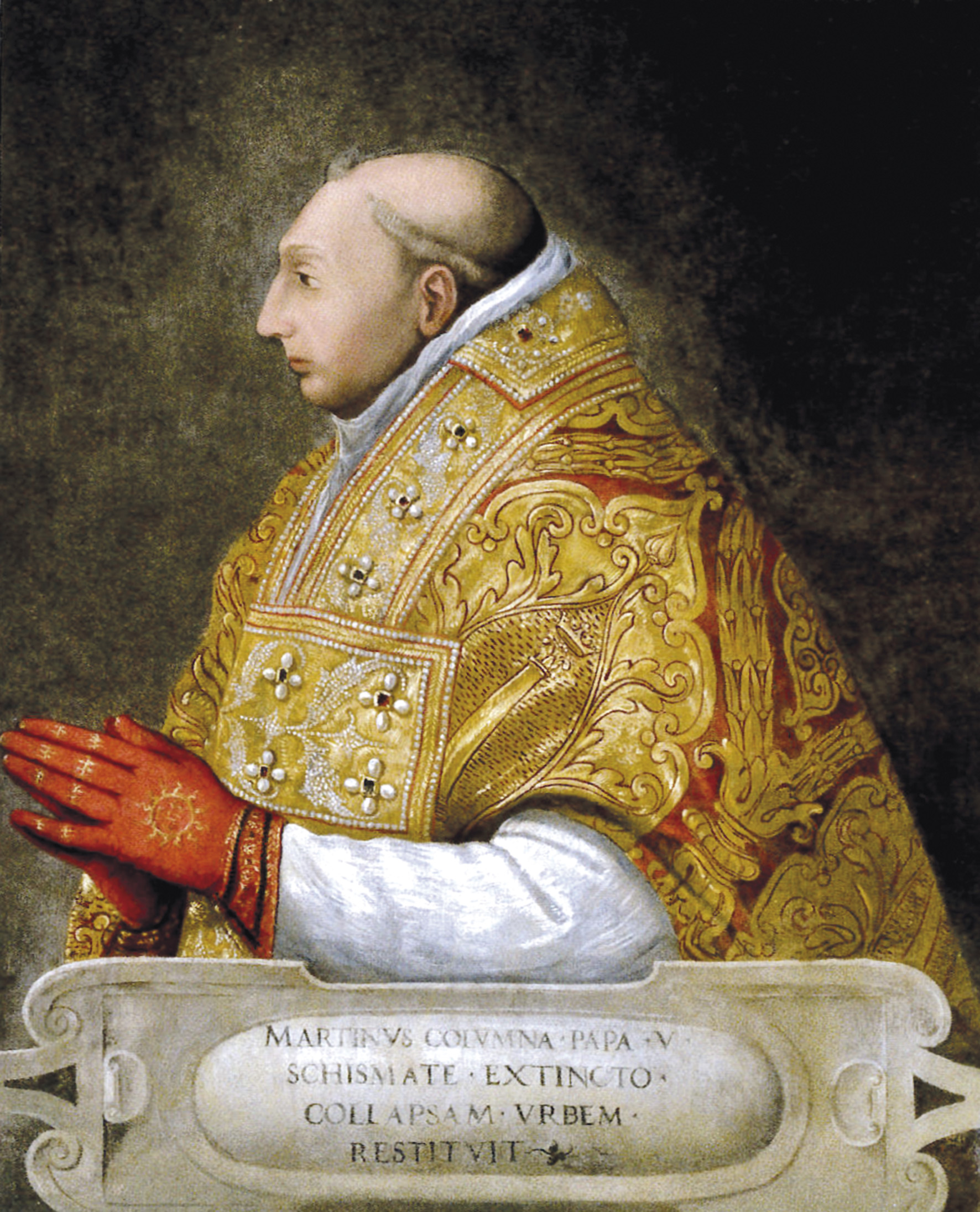
1425년 12월 9일 뢰번 대학의 설립을 확정하는 교황 마르티노 5세의 초상화: (1425년 브라반트 공작 요한 4세가 창립하고 이듬해 12월 15 일 최고 교황 마르티노 5세가 확정함).

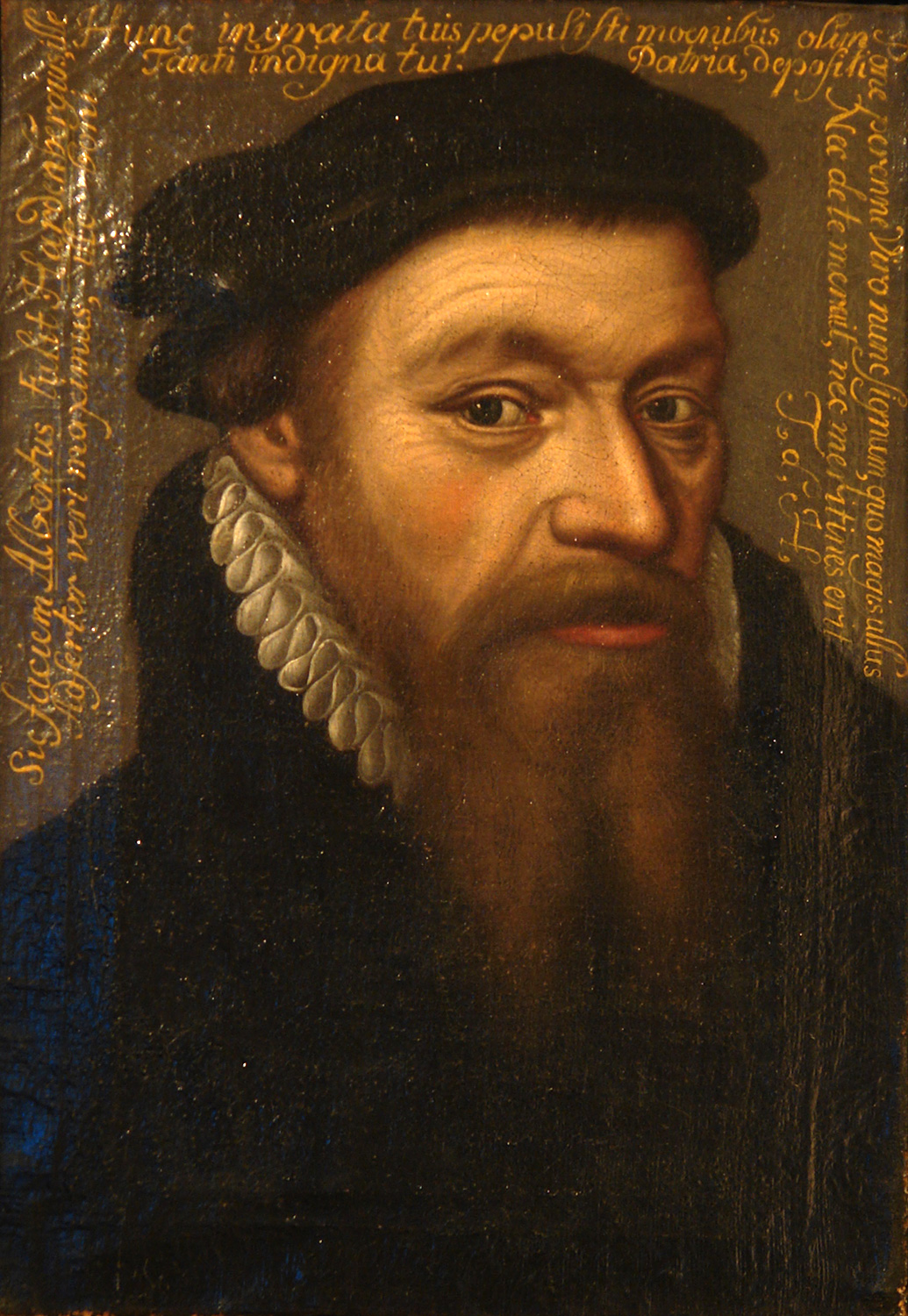
알베르투스 리사에우스 (1510~1574). 뢰번 대학교에서 프로테스탄트 운동에 참여했고, 유나이티드 프로방스로 망명했다.

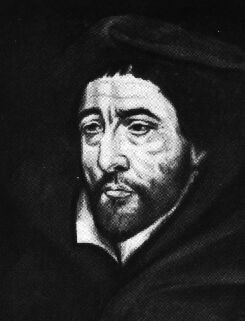
미셸 드 베이 (Michaël Baius) (1513–1589). 뢰번 대학교의 교수이자 총장으로 "바이안주의" 교리의 창시자이자 얀센주의의 선구자이다.

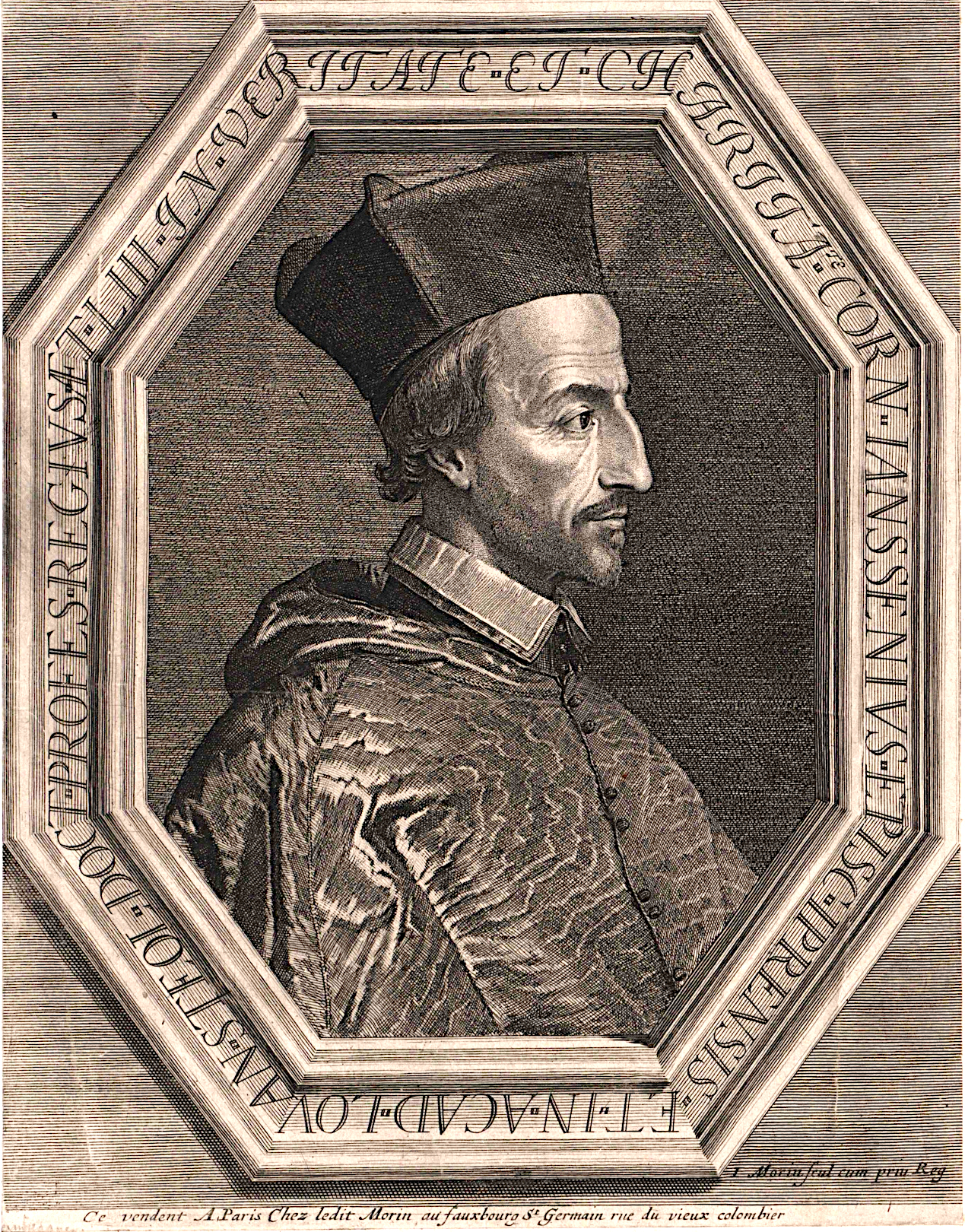
코넬리우스 얀센. 얀센주의의 창시자이며 구 뢰번대학교의 총장, 교수.

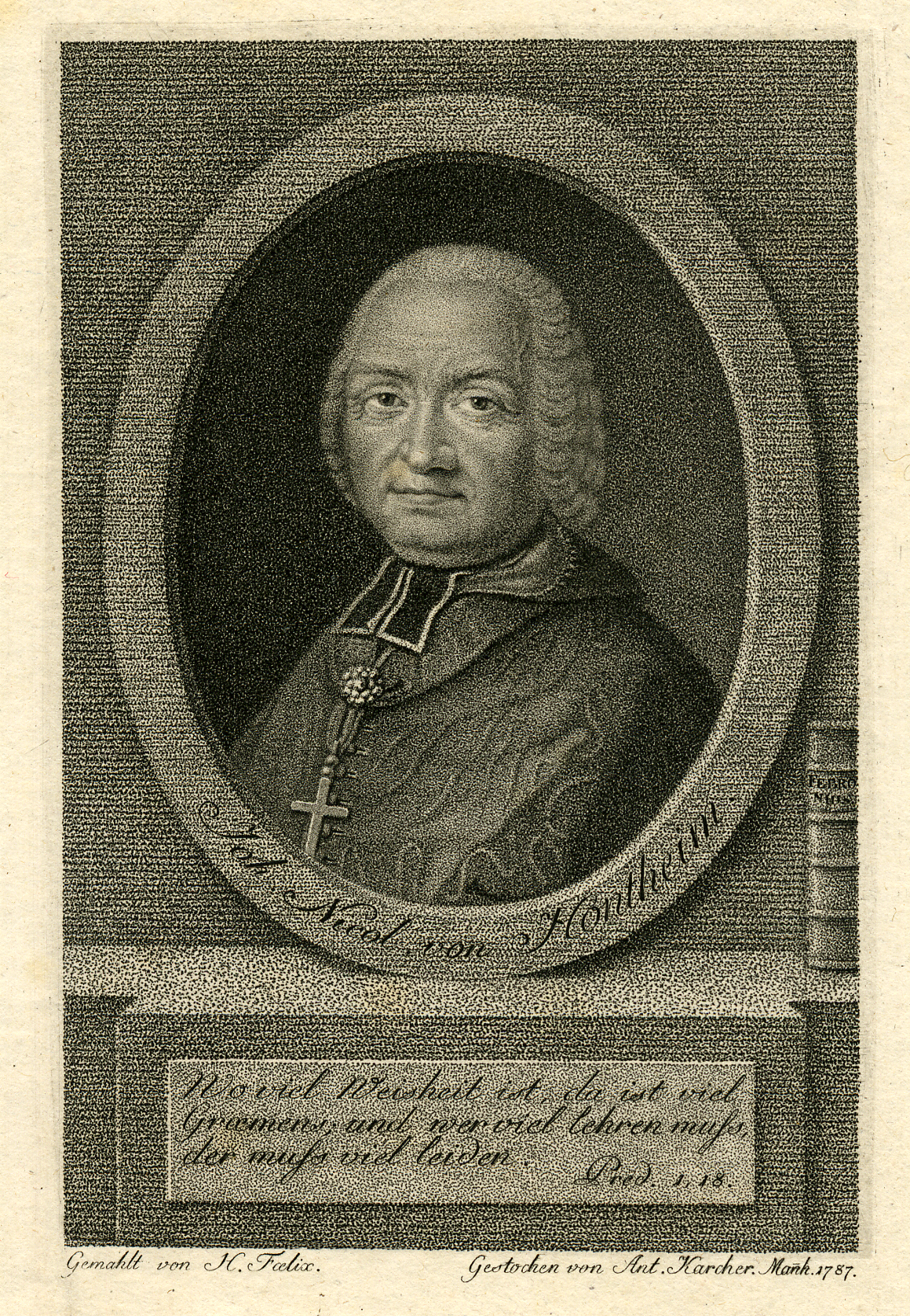
페브로니우스 (요한 니콜라우스 폰 혼트하임)(1701-1790). 페브로니우스주의의 창시자.

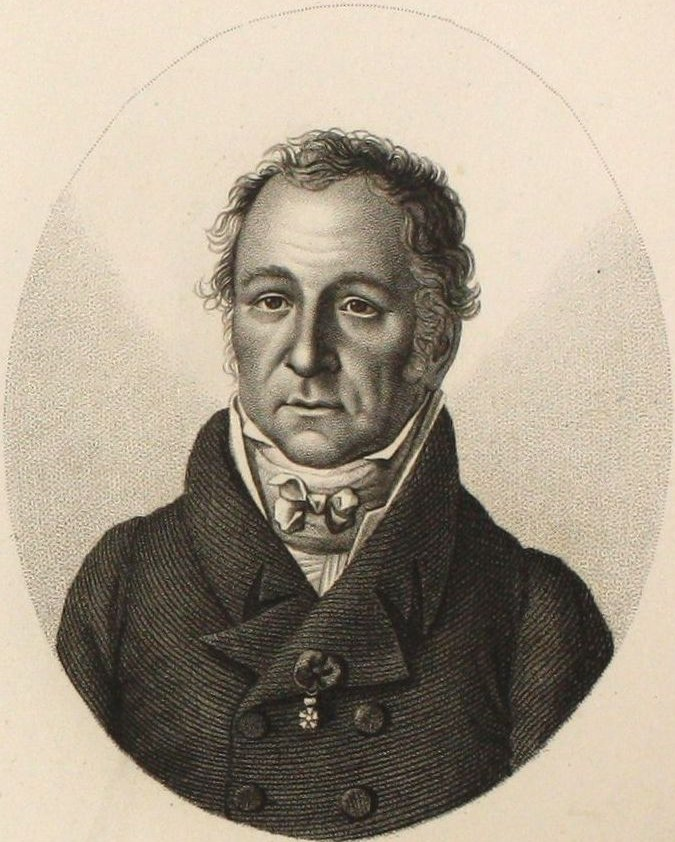
샤를 램브레히트(Charles Lambrechts, 1753–1825). 교회법 교수(1777), 구 뢰번대학교 총장(1786년), 몽스의 "진정하고 완벽한 조화" 롯지의 프리메이슨 회원, 프랑스혁명 제6년 방데미에르월 3일부터 제7년 테르미도르월 2일(1797년 9월 24일–1799년 7월 20일)까지 프랑스 공화국 법무부 장관 역임.

이 대학의 이름은 중세 라틴어로는 Studium generale Lovaniense 또는 Universitas Studii Lovaniensis, 인문주의 라틴어로는 Academia Lovaniensis,  가장 일반적으로는 Universitas Lovaniensis이다. 네덜란드어로는 Universiteyt Loven 또는 Hooge School van Loven라고 한다.
흔히 뢰번 대학교나 루뱅 대학교라고 불리는데, 1835년 루뱅에서 설립된 루뱅 가톨릭 대학교와 구별하기 위해 때로는 "구"라는 용어를 사용한다. 한편 이 명칭은 1817년부터 1835년까지 단명했으나역사적으로는 중요한 국립 뢰번 대학교 (State University of Lewven)를 지칭할 수도 있다.